# Nieuwe Spitlanden
De Nieuwe Spitlanden is een voormalig waterschap in de provincie Groningen.
Het schap is ontstaan uit een fusie van de Spitlandermolenpolder en het waterschap Simson. Het bevond zich rond de plaats Nieuw-Beerta. De noordgrens lag bij de Middendijk ten westen van Oude Statenzijl, de oost- en zuidgrens lag op de kade langs de Westerwoldse Aa, de westgrens lag langs de Eggelaan en de Binnen-Tjamme. De Kroonpolder maakte ook deel uit van het waterschap. De bemaling gebeurde door middel van een stoomgemaal die in het uiterste noorden van het waterschap stond en uitsloeg op de Buitentjamme. Het belangrijkste afwateringskanaal was de Binnen-Tjamme. Het waterschap Stadskiel bracht het water in de kanalen van het waterschap, maar droeg niet bij in de kosten 
Waterstaatkundig gezien ligt het gebied sinds 2000 binnen dat van het waterschap Hunze en Aa's.